# Abakuá
La Sociedad Secreta Abakuá, o Ñañiguismo, es el nombre por el que se conoce popularmente en Cuba a una sociedad secreta masculina Abakuá, la única de su tipo existente en el continente americano. Ñáñigo es el nombre que reciben sus miembros.

## Historia
La sociedad secreta Abakuá se desarrolló en Cuba hacia el 1820 entre los recién Ilegados de Calabar o "Carabalí", y encontró rápidamente adeptos entre los negros, esclavos o no, los mulatos, e incluso algunos blancos de extracción humilde de La Habana y Matanzas en los momentos de mayor hostilidad hacia el esclavo y el negro quienes, ante el acoso, sólo hallaron un medio apropiado para evadir la represión: una agrupación mutualista bajo la expresión más desarrollada de su conciencia social, la religiosa.
Regla fue el kilómetro cero de la expansión, a partir de 1836, es una de las potencias abakuás en Cuba, teniendo alrededor de 18 plantes activos.
La primera de esas sociedades secretas diseñadas por los esclavos de origen carabalí o del Calabar —actual Nigeria— se nombró Efí Butón. Sus miembros, que juraron el secreto código de comportamiento y autodefensa, pertenecían a la tribu apapá efí y provenían de la dotación doméstica de una «ricachona» habanera. Solo había negros y no admitían mulatos, mucho menos blancos.
La primera sociedad de blancos se fundó a principios del presente siglo y llevó el nombre de Akanarán Efó Muñón Ekobio Mucarán. Su creador fue Andrés Facundo de los Dolores Petit, célebre también por sus aportes a la Regla de Palo con la elaboración del cuerpo conceptual y ritual de la variante Kimbisa. Petit admitió en su secta, de la rama efó, a «numerosos españoles y descendientes de blancos, predominantemente de la clase obrera, pero también se incorporaron algunos aristócratas, altos oficiales militares, políticos y jóvenes gentilhombres», además de emigrantes asiáticos, como chinos y filipinos.
Hacia fines de la cuarta década del siglo XIX, «se extendió el ñañiguismo por intra y extramuros de La Habana, a la que dividían las destruidas murallas, siendo mayor el número de los criollos que el de los africanos, y sus núcleos principales el barrio de Jesús María y la demarcación conocida por los Barracones», escribe Rafael Roche, inspector de policía del gobierno habanero en el libro La policía y sus misterios en Cuba, editado en 1925.
Esta interesante y misteriosa cofradía, única en Cuba en sus recuerdos sagrados —muy enmarañados—, se puede entresacar personajes que a modo de ver son los más importantes para transmitir conocimiento como: el hombre leopardo, designado e identificado con él las diferentes plazas y jerarquías de la sociedad, a Sikán, mujer que descubre el secreto y es sacrificada en aras de que este pasara a los hombres y no desapareciera. Sikán muere en vano, el secreto se apaga cada vez más; este consistía en una voz, UYO UYO ANFONO, voz sagrada producida por un pez descubierto por ella al regresar del río, el pez era la reencarnación del viejo rey llamado Obón Tanzé, Rey de Efigueremo quien en el mismo instante era la reencarnación de Abasí, DIOS SUPREMO.

## Origen
Los antecedentes del Abakuá o Ñañiguismo se hallan en las sociedades secretas que existieron en la región nigeriana de Calabar, y su organización y contenido tiene como base una leyenda africana que narra la historia de la violación de un secreto por una mujer: la princesa Sikán encuentra al pez sagrado Tanze y reproduce su bramido en el tambor sagrado Ekué.
El Ñañiguismo no puede desvincularse de las creencias africanas acerca de la influencia que ejercen los antepasados (espíritus), por lo que en todas sus ceremonias religiosas se les convoca para garantizar el desarrollo del acto ritual, según rigurosas normas litúrgicas. La representación simbólica es el Ireme o diablito.

## Jerarquía
En la actualidad, los abakuá poseen órganos de coordinación municipal en los municipios de Cárdenas, Matanzas, Guanabacoa, Regla, Marianao y San Miguel del Padrón, y dos a nivel provincial en Ciudad de La Habana y Matanzas, encargados todos de controlar la obediencia a los reglamentos y principios de la sociedad.
Poseen títulos:
- Indisime: es el aspirante a entrar en una potencia, mientras el
- Obonekué: es un hombre ya iniciado.
- Plaza: es una jerarquía vitalicia que ocupa un puesto relevante dentro de la potencia y está comisionado de preservar y hacer cumplir las normas, así como los principios, rituales y sociales:
  - iyamba,
  - mokongo,
  - ekueñón,
  - enkrikamo,
  - nasako y
  - otros

## potencias por territorios
- MUNICIPIO REGLA

1 abakua efo amana embori ocambo
2 efori taiba ekue munanga efo
3 abarako eta
4 brikondo efo
5 erukende efo
6 efori itongo 
7 ekuere ebion efo
8 efori apapa ekoy
9 efori kama
10 efori sese oru
11 itia ororo kande
12 India abakua 
13 India nikue
14 India nikuo
15 ita ñongo iro efo
16 ita mafion
17 ita muñón tete
18 munankebe efo
19 efori muna yara
20 muñongo efo
21 enlleguelle efo
22 obon tanze morua llambumbe efo
23 okanko efo
24 erimakua efo
25 obon sene efo
26 efori muna enllumba
27 gelley Munandibo 
28 yanzuga efo
29 sese ekoy beromo 
30 abakua taiba 
31 munan sene efo
32 obane barikanba efi
33 munansiro ekue
34 efori añongo kagua
35 efi barondi
36 efori muna otan
37 ekuere efion efo
38 sabíaka abasi
39 Iron sene efo
40 eñon kama
41 akuara nabion efo
42 akanirion itia
43 itia korumba
44 sese betangobia oru
45 efi obane aguanañongo 
46 isuñabia efo
47 efori analleruma
48 efori munankibia 
49 muna aborokagua
50 ekoy ba
51 efi cuna llarabia
52 efori sisi aborokagua
53 itia banga efo
54 ekoria ita bongo efo
55 efori amana kiñongo 
56 efori itanga itongo 
57 efori otan munanga endivo
58 itia obon efo
59 ekuenizun efo
60 abasi irionda
61 itia muna sese efo
62 ekue sanga itia
63 munandiaga 
64 efori abakua ñongo kagua 
65 efori munanga ekue
66 ekoria kiñongo obon
67 efori muna ekue 
68 llumba obonciro efo
69 efori amana ekoy
70 ekoria tanze erume efo
71 ecoco amuñaro efo
- MUNICIPIO ARROYO NARANJO

1 efi embemoro 
2 efi eroco enlluao
3 efi itangame
4 efi nanbion
5 efi itanga nikue
6 efi otanga oruma
7 efi itanga kiñongo 
8 efi gando
9 efi mañon meterá
10 efi emban ñangarike
11 efi itanga sese 
12 efi indiagame
13 efi erigando 
14 efi ecoco musarobia 
- MUNICIPIO GUANABACOA

1 abakua oru
2 oru bibi
3 oru babecona bibi
4 ekobio endure
5 erobe efo 
6 erume efo
7 eron entati
8 ecle entati
9 endivo efo
10 efori nandiva
11 efi nurobia
12 indio obane
13 efi bakua
14 munandiva efo
15 efi abarako tahiba
16 usagare efori mebo
17 usagare bekura ibonda 
18 efi ugueton obane
19 ekue efi aguanañongo 
20 bekura endio
21 ikanafio nankuco
22 ibiabanga efo
23 India banga efo
24 camaroro efo
25 ekoria otan oru
26 efi otan niriongo
27 efi itanga ekue
28 efi akallabon
29 usagare mariba efo
30 efi munacondo obane
31 erume muna tanze efo
32 munacondova efo
33 ekue utete efi
34 efi sankegue
35 apapa oru indio obon
36 efi amanañongo
37 efi kende enlluao 
38 eru banduma
39 efi eruma efi
40 oru kagua bibi
41 efi ubia condo
42 obane efi nankabia
43 efi eritongo 
44 nitankene efo
45 efi baroko ñe
46 abarako obane
47 apapa obane efi
48 efi akanaran obane
49 obane efi kiñongo
50 ita divo efo
51 ekue efi eñon obane
52 ibibiocondo oru 
53 burama efo momban
54 efori mutekenbele efo
55 efori sese acondova efo
56 usagare efori muna tanze 
57 efi okorowa 
58 asoiro usagare tanze endivo
59 efi kebia
60 efi ecoco bomio
61 efi araco enlluao ekue utete
62 efi bongorima
63 usagare tanze endivo 
64 oru kagua bibi
65 onaran efo
66 pitinaroko otanke efo
67 sese biocondo oru
- MUNICIPIO SAN MIGUEL

1 usagare asoiro ibonda 
2 ekueri itongo apapa umon efi
3 ekue munanga efo
4 usagare ororo morianbeke efo
5 eritanze mofe 
6 usagare efo condo endivo
7 usagare osangri moto
8 usagare nandio efo
9 efi entuma enlluao
10 uriabon efi
11 efi entunakua 
12 efi erunakua
13 efi akama eribo
14 efi okobiana
15 efi erukenban
16 efi ubiansene
17 asoiro abakua 
18 usagare asoiro meson
19 makaro mofe
20 abakua obane 
21 ekue amallisun
22 efi asoko metan obane 
23 ita ipo
24 usagare llumba efo
25 itia obon kiñongo 
26 usagare umporo mogobion 
27 efi erumeña 
28 ita bonko efi 
29 efi tafia boko 
30 usagare oroña kamban 
31 itia mukanda efo
32 batanga emberi 
33 efi otarafiana 
34 efi anarike 
35 efori muna okawa 
36 ekue bongo llerima 
37 efi masongo obane 
38 usagare efori ibonda 
39 Bongo ori efo
- MUNICIPIO MARIANAO

1 biococo efo
2 ebion efo
3 efi barondo 
4 efi enllemiya
5 efi irianabon 
6 efori ikondo
7 isun efo
8 ita amananlluao
9 ekoria apapa
10 aguana mokoko efo
11 irongri efo
12 efori buman
13 ensenillen efo
14 usagare mumu tanga efo
15 betongo naroko
16 oru apapa
17 ekerewua momi
18 amiabon
19 efi erukanko
20 efi akabaton
21 ita mafimba endivo
22 bakonkere efo
23 mekonkiren efo
24 efori enkomo
25 isun narabia efo
26 llambeke efo
27 otan efo
28 itia mogo efo
29 efi erufiaga siama
30 usagare akuarobeña efo
- PROVINCIA MATANZAS

1 Uriabon efi
2 Betongo Naroko 
3 Bacoco niriongo efo 
4 Ita bongo Mifotanco efo 
5 Bacondo efo ibonda entuaba 
6 Usagabia efo 
7 Oddan efi nankuko 
8 Efi mokoro 
9 Ukano benconci
10 Eritongo efo 
11 Nitongo efo 
12 Efi abaraco nankabia
13 Efi embemoro 1 
14 Usagare maguan 
15 Usagare nandio 
16 Efi Ńumane 
17 Efi akaniran 
18 Apapa obane Efi acamaro 
19 Efi ańongobia 
20 Efi Musagara 
21 Efi condo 
22 Efik cunacua 
23 Efi etete 
24 Efi anaconda 
25 Obane sese condo 
26 Efori entoki 
27 Encenillen efo 
28 Ekue efo ocobio mukarara 
29 Efi Mumbankoro 
30 Efori buma 
31 Ebion efo 
32 Munandiva efo 
33 Ocobio ororo 
34 Efi Efimeremo 
35 Ibiabanga efi muńon 
36 Afia efi akanaran 
37 Eri ńongri efi 
38 Efi barondi 
39 Efi barongü 
40 Efi bonda nankuko 
41 Apapa efo
42 Efi irondo 
43 Efi ekue eri ńangue 
44 Araukon efo 
45 Efi ekerewa momi
46 Efori isun 
47 Efik faramanky 
48 Ekue ekuerebion efo 
49 Efi Ita ńongobon obane
50 efi embemoro 2
51 Ekoy efo
52 Efori ororo 
53 Efi kunambere 
54 Efori muñon
55 ibiabanga muñon
- MUNICIPIO CARDENAS (MATANZAS)

1 cieron enpoto
2 ananabion Bibi 
3 apapa ebibio
4 oru micagua
5 mifotanco najelley
6 eron erume
7 ekue teté Efik
8 eñon buton
9 mañon OTAN kereba
10 ecoria abakua efo
11Acuaranabion efo
12 apapa efi anakiñongo
13 efi amuriani
14 efia efi kiñongo obane
15 ecoria efi
16 efi acallabon
17 eron englon
18 apapa efi buton
19 efori munatance
20 becura mendo
21 efo acanarán 
22 efi anamure
23ororo betan kiñongo
24 eron enllimi
25 Efik Akabaton Bibi
26 efi mañon obane
27 Ita muñón obane
28 efi acabo bongo tafia
29 erume etete efi 
30 efi sanquegue erume condo 
31 amunankibia efi 
32 atarafiana obane
33 Efi nabioko buton
34 efi amiñaro 
35 eribe sese condo
36 efi enllimilla 
37 ekoy enllimilla
38 efi yumiah
39 efi ugueton
40 o tance efo 
41 itia mukararan 
42 efi kubia
43 abakua efo

## Requisitos
En La Sociedad Secreta Abakuá sólo son admitidos hombres. Al indagar entre sus integrantes cuál es el concepto de hombre, expresaron: "Hombre no es sólo aquél que no es homosexual, sino el que refleja la más pura dignidad del ser humano como laborioso, fraterno, alegre, rebelde ante la injusticia, cumplidor del Código Moral establecido por los antepasados formadores del Abakuá. Es Aquél que es buen Padre, buen Esposo, buen Hijo, buen Hermano y buen Amigo". Si bien para ser hombre no hay que ser abakua, para ser abakua si hay que ser hombre y hombre, es mucho más que una palabra o un sexo. 
La iniciación de entrada en la sociedad abakuá se confiere a hombres que hayan demostrado su habilidad en el okuto mágico. De hecho, un requisito para ser admitido es realizar un okuto bajo observación del futuro padrino abakuá. Tras el óbito, el hombre pasa a ser abakuá.

## Actualidad
La secta Abakuá, se encuentra en los límites de la marginalidad y lo popular. Por desconocimiento, se le considera una asociación de personas de bajo nivel, delincuentes activos o en potencia, otros, entre los que se encuentran los nuevos adeptos, la consideran la máxima expresión de la valentía. Hay mucho desconocimiento sobre esta religión que es incluso se dice, son los Masones de África, precisamente su característica fundamental que es el secreto, hace inaccesible el conocer a fondo todo lo que encierra ser un abakuá.